# Вольфрамова промисловість
Вольфра́мова промисло́вість (рос. вольфрамовая промышленность, англ. tungsten industry; нім. Wolframindustrie f) — галузь кольорової металургії, що об'єднує підприємства по видобутку і переробці вольфрамових руд і отриманню вольфраму.
Осн. види вольфрамової продукції — карбіди, вольфрамові порошки, хім. сполуки.
Збагачення вольфрамових руд (гюбнеритових, ферберитових) проводиться гравітац. методом на відсаджувальних машинах і концентраційних столах з доводкою отриманого концентрату за допомогою магнітної сепарації. При значній кількості сульфідів у руді вона попередньо випалюється. Вилучення вольфраміту в залежності від якості руд становить від 52 до 70—85 %. Осн. методом збагачення шеєлітових руд є флотація, при якій вилучення шеєліту в концентрат досягає 80—90 %. Комплексні руди, що містять вольфраміт і шеєліт, збагачуються за гравітац-флотац. схемами. Нерідко перед осн. збагаченням проводиться попереднє сортування руди для відокремлення пустої породи (вибіркове дроблення, сепарація у важких суспензіях, люмінесцентна і фотометрична сепарація, а також ядерно-фіз. методи). У результаті гідрометалургійної переробки концентратів отримують один з таких продуктів у вигляді порошку: вольфрамовий ангідрид, вольфрамову кислоту, вольфрамат натрію або кальцію.
Шкідливі домішки в концентраті — фосфор, сірка, арсен і інш.
За вмістом вольфрамового ангідриду (55—65 %) і домішок — закису марганцю (0,1—18 %), кремнезему (1,2—10 %), фосфору (0,02—0,3 %), сірки (0,3—1,5 %), арсену (0,02—0,2 %), міді (0,05—0,4 %), молібдену (0,01—4,5 %), олова (0,01—1,0 %) виділяють 10 марок вольфрамового концентрату. З колективного сульфідного концентрату в ряді випадків попутно вилучають золото і срібло.
На металургійній стадії переробки концентратів можуть вилучатися тантал, ніобій, скандій та інші елементи-домішки.
Вольфрамова промисловість розвинена в осн. в США, Болівії, Австралії, Півд. Кореї, Таїланді, Канаді, Монголії, Австрії, Чехії (Рудні гори, Славковський Ліс і інш.). У Великій Британії розвідане родов. Хемердон (45 млн т руди із змістом WO3 0,17 % і Sn 0,02 %). Ресурсами вольфрамових руд в США, Канаді, Австралії і в деяких країнах, що розвиваються повністю або частково володіє амер. гірничо-металургійна монополія «АМАКС».